# Siphocampylus benthamianus
Siphocampylus benthamianus là loài thực vật có hoa trong họ Hoa chuông. Loài này được Walp. miêu tả khoa học đầu tiên năm 1846.